# کاکو موران
کاکو موران (انگلیسی: Caco Morán؛ زادهٔ ۳۰ آوریل ۱۹۷۳) مربی و بازیکن سابق فوتبال اهل اسپانیا است.
او تحلیلگر باشگاه فوتبال اسپورتینگ خیخون است.